# デイヴィ・クラーセン
デイヴィ・クラーセン（Davy Klaassen, 1993年2月11日 - ）は、オランダ出身のサッカー選手。エールディヴィジ・アヤックス・アムステルダム所属。オランダ代表。ポジションはMF。ダフィ・クラーセンと表記されることもある。

## クラブ経歴
1999年に地元ヒルフェルスムにあるアマチュアクラブのHVV Zebrasでキャリアをスタートさせ、2003年にHSV Wasmeerに所属、その翌年にスカウトに見出されアヤックスのユースアカデミーに移籍。
アヤックスの各ユースで頭角を現していき、2010年1月にトップチーム昇格したクリスティアン・エリクセンの跡継ぎとしてB1（U17）からA1（U19）へ昇格。
2011年11月22日のUEFAチャンピオンズリーグ、オリンピック・リヨン戦にて、ロレンゾ・エベシリオに代わって交替出場しトップチームデビューを果たした。その5日後のNEC戦でも交替出場しエールディヴィジデビュー、出場後わずか42秒でゴールを決めた。
2012-13シーズンは10月に負った鼠蹊部の怪我に悩まされ、公式戦出場は2試合に終わった。
2013-14シーズンのスタートは、オランダ2部エールステ・ディヴィジに参戦したヨング・アヤックスに帯同し、開幕戦の8月5日のテルスター戦に出場する。9月20日のFCアイントホーフェン戦でエールステ・ディヴィジ初得点を記録。
その後トップチームに昇格し、レギュラーに定着。2013年12月7日のエールディヴィジ、NACブレダ戦で自身初となるハットトリックを記録。さらに年が明けた2014年2月27日には、レッドブル・ザルツブルク戦でも得点を決め、UEFAヨーロッパリーグ初得点を記録。4月3日に自身の契約を2018年まで延長することでクラブと合意に至った。
このシーズンの活躍が認められ、アヤックス最優秀若手選手賞及びオランダ最優秀若手選手賞を受賞した。
2017年6月15日、エヴァートンFCと2022年6月までの5年契約を交わし、移籍金は2700万ポンドである。
2018年7月27日、ヴェルダー・ブレーメンへ移籍。
2020年10月5日、4年契約でアヤックス・アムステルダムに復帰した。移籍金は約1,100万ユーロ。2020-21シーズンのリーグ戦では12ゴールを決め、リーグ優勝に貢献した。
2023年9月1日、インテルナツィオナーレ・ミラノへ移籍した。背番号は14。このシーズンでは、チームはリーグ優勝を果たしたが、中盤のスタメン争いに加わることが出来なかった。そのため、途中出場がメインとなり、リーグ戦では195分の出場に終わった。
2024年7月1日、インテルからの退団が発表された。
同年9月17日、アヤックス・アムステルダムへ1年ぶりに復帰した。背番号は18。

## 代表経歴
オランダU16代表、U17、U19と各ユース代表で招集されており、2013年10月にU-21代表に初招集。
さらにクラブでの活躍が認められ、2014年3月5日の親善試合のフランス戦に初招集。72分にヴェスレイ・スナイデルに替わって途中出場し、代表初キャップを刻んだ。1年ぶりの代表復帰となった2015年3月31日のスペインとの親善試合で代表初得点を挙げた。
2017年10月10日、スウェーデン戦以来約3年間代表から遠ざかっていたが、2022年11月11日のスペイン戦で約3年振りの出場を果たした。2021年3月24日、ワールドカップ予選のトルコ戦で約4年振りの得点を挙げた。
2022年、ワールドカップカタール大会では、1次リーグ初戦のセネガル戦では途中出場から1ゴールを挙げて勝利に貢献した。

## 個人成績

### クラブ
2017年5月24日時点
| 所属チーム | シーズン | 国内リーグ | 国内リーグ | 国内カップ | 国内カップ | 欧州カップ | 欧州カップ | その他 | その他 | 合計 | 合計 |
| ---------- | -------- | ---------- | ---------- | ---------- | ---------- | ---------- | ---------- | ------ | ------ | ---- | ---- |
| 所属チーム | シーズン | 試合       | 得点       | 試合       | 得点       | 試合       | 得点       | 試合   | 得点   | 試合 | 得点 |
| アヤックス | 2011-12  | 4          | 1          | 1          | 0          | 3          | 0          | 0      | 0      | 8    | 1    |
| アヤックス | 2012-13  | 2          | 0          | 0          | 0          | 0          | 0          | 1      | 0      | 3    | 0    |
| アヤックス | 2013-14  | 26         | 10         | 5          | 0          | 5          | 1          | 0      | 0      | 36   | 11   |
| アヤックス | 2014-15  | 30         | 6          | 3          | 0          | 10         | 2          | 1      | 0      | 44   | 8    |
| アヤックス | 2015-16  | 31         | 13         | 0          | 0          | 10         | 2          | 0      | 0      | 41   | 15   |
| アヤックス | 2016-17  | 33         | 14         | 0          | 0          | 17         | 6          | 0      | 0      | 50   | 20   |
| 通算       | 通算     | 126        | 44         | 9          | 0          | 45         | 11         | 2      | 0      | 182  | 55   |

## 代表歴

### 出場大会
- オランダ代表
  - 2022 FIFAワールドカップ

### 試合数
- 国際Aマッチ 41試合 10得点（2014年-）[10]

| オランダ代表 | 国際Aマッチ | 国際Aマッチ |
| 年           | 出場        | 得点        |
| ------------ | ----------- | ----------- |
| 2014         | 1           | 0           |
| 2015         | 3           | 1           |
| 2016         | 7           | 2           |
| 2017         | 5           | 1           |
| 2018         | 0           | 0           |
| 2019         | 0           | 0           |
| 2020         | 3           | 0           |
| 2021         | 12          | 4           |
| 2022         | 8           | 2           |
| 2023         | 2           | 0           |
| 通算         | 41          | 10          |

### 得点
|    | 日時          | 場所                                   | 相手             | スコア | 結果 | 大会                                    |
| 1. | 2015年3月31日 | アムステルダム、アムステルダム・アレナ | スペイン         | 2–0    | 2–0  | 親善試合                                |
| 2. | 2016年10月7日 | ロッテルダム、デ・カイプ               | ベラルーシ       | 3–1    | 4–1  | 2018 FIFAワールドカップ・ヨーロッパ予選 |
| 3. | 2016年11月9日 | アムステルダム、アムステルダム・アレナ | ベルギー         | 1–0    | 1–1  | 親善試合                                |
| 4. | 2017年6月4日  | ロッテルダム、デ・カイプ               | コートジボワール | 4–0    | 5–0  | 親善試合                                |

## タイトル
クラブ
アヤックス・アムステルダム
- エールディヴィジ 2011-12, 2012-13, 2013-14, 2020-21
- ヨハン・クライフ・スハール 2013
- KNVBベーカー 2020-21

インテル・ミラノ
- セリエA 2023-24
- スーペルコッパ・イタリアーナ 2023-24

個人
- Talent van De Toekomst 2011
- Hilversums Sportman van het Jaar 2012, 2013
- アヤックス最優秀若手選手賞 2014
- ヨハン・クライフ賞 2014
- オランダ年間最優秀選手賞 2016